# Miami Beach
Miami Beach é uma cidade resort costeira localizada no estado americano da Flórida, no condado de Miami-Dade. Foi incorporada em 1915. Faz parte da Zona Metropolitana de Miami.

## Geografia
De acordo com o United States Census Bureau, a cidade tem uma área de 39,3 km², onde 19,8 km² estão cobertos por terra e 19,5 km² por água.

## Demografia
Segundo o censo nacional de 2010, a sua população é de 87 779 habitantes e sua densidade populacional é de 4 441,90 hab/km². Possui 67 499 residências, que resulta em uma densidade de 3 415,66 residências/km².

## Cidades-irmãs
Miami Beach tem as seguintes cidades-irmãs:
- Fujisawa, Kanagawa, Japão
- Santa Marta, Magdalena, Colômbia
- Almonte, Andaluzia, Espanha
- Cozumel, Quintana Roo, México
- Ica, Ica, Peru
- Pescara, Abruzos, Itália
- Fortaleza, Ceará, Brasil
- Nahariya, Distrito Norte, Israel
- Brampton, Ontário, Canadá
- Basileia, Basileia-Cidade, Suíça